# Vermigli Péter
Vermigli Péter vagy  Vermigli Mártír Péter (olasz: Pietro Martire Vermigli) (1499. szeptember 8. – 1562. november 12.) itáliai születésű protestáns teológus, egyetemi tanár.
Számos teológiai művet, alapvetően bibliai kommentárokat és értekezést az eucharisztiáról.

## Élete
Firenzében született. Már ifjúkorában vonzó volt számára a katolikus papság. 1526-ban szentelték pappá.
A nevét Veronai Szt Péterről a "Péter mártír"ra változtatta.
1530-ban plébános lett a San Giovanni in Monte templomban (Bologna).  
1533-ban a S. Giuliano kolostor apátja Spoletóban.
1537-ben a San Pietro ad Aram kolostor apátja Nápolyban. Itt kapcsolatba került Juan de Valdéssal, egy spirituális mozgalom vezetőjével.
Az ő hatására olvasta Martin Bucer és Ulrich Zwingli műveit, amelyek nagy befolyással voltak rá.  
1541-ben alapította a református megközelítést képviselő teológiai iskolát.
A református doktrínákhoz való hozzáállásából eretnekséggel vádolták és az inkvizíció által veszélyeztetve 1542-ben Zürichbe, majd Bázelbe menekült, utána Strasbourgba költözött.
Itt 1542-1547-ben az Ószövetség teológiai professzora volt.
1545-ben nősült először, felesége: Catherine Dammartin, egy korábbi apáca, aki később, az 1550-es években meghalt. Másodjára 1559-ben nősült.
Meghívást kapott Angliába, ahol 1547 és 1553 között teológiát tanított az Oxfordi Egyetemen.
Ezután visszatért Strasbourgba, majd Zürichben dolgozott teológiai professzorként. 
1562. november 12-én, Zürichben halt meg.

### Fordítás
- Ez a szócikk részben vagy egészben  a   Peter Martyr Vermigli című angol Wikipédia-szócikk fordításán alapul.  Az eredeti cikk szerkesztőit annak laptörténete sorolja fel. Ez a jelzés csupán a megfogalmazás eredetét és a szerzői jogokat jelzi, nem szolgál a cikkben szereplő információk forrásmegjelöléseként.